# Happy Dolphin
Happy Dolphin var en fiktiv restaurant i Sonofons tv-reklamer, som nu har skiftet navn til Happy Gong-Fin.
Ejeren af Happy Gong-Fin er Nai-Nai, som kommer fra  Hongkong og derfor ikke er så god til at tale dansk.
På restauranten arbejder også kokken Gong-Gong, der laver mad 24 timer i døgnet.
Han sover aldrig, og er derfor altid træt. Gong-Gong træner til ninja.
På restauranten er også en dreng, formentlig Nai-Nai's søn, Pøj-Pøj.
Han har fået en kinesisk olfert fordi han ringede til Hongkong mange gange med sin mobiltelefon.
På Happy Gong-Fin er der god service, og det er gratis.
Nai-Nai har også en far, Pa-Pa, men han gider ikke tale i telefon med Nai-Nai, for han ringer hele tiden (altid).

## Nai-Nais citater
- "Happy Dolphin har åbent 24 timer i døgnet rundt".
- "Gong-Gong laver mad 24 timer i døgnet rundt".
- "Gong-Gong aldrig sove, han altid lave dejlig killing i karry til dig!".
- "På Happy Dolphin god service koster gratis!"

Når Nai-Nai siger "nioghalvfems" (99), bliver det til "ninja-halvfems".